# Evelyne de la Chenelière
Evelyne de la Chenelière (née à Montréal en 1975) est une comédienne et dramaturge de la scène du théâtre québécois.

## Biographie
Evelyne de la Chenelière est la fille de l'éditeur et philanthrope Michel de la Chenelière. Elle grandit à Montréal et fait ses études au collège Villa Maria (promotion 1992) et au collège Jean-de-Brébeuf. Elle entreprend ensuite des études en lettres modernes à la Sorbonne et de théâtre à l’École Michel-Granvale à Paris.
Auteure et comédienne, elle écrit plusieurs pièces de théâtre, dont Des fraises en janvier, créée à Carleton, puis produite à Montréal par le Théâtre d'Aujourd'hui et reprise par la Compagnie Jean-Duceppe. Également produite en traduction anglaise au pays et en allemand, la même pièce est également traduite en scots par Rona Munro (en). Cette nouvelle création de Strawberries in January est présentée lors de l'édition 2006 du Festival d'Édimbourg. 
La jeune dramaturge voit ensuite se multiplier les productions de ses pièces, dont Au bout du fil au Théâtre de Quat'sous, et la production du Théâtre Le Clou de L’Héritage de Darwin, un texte pour jeune public, à la Maison Théâtre de Montréal. 
Au Nouveau Théâtre expérimental, Évelyne de la Chenelière crée trois spectacles : Henri et Margaux et Nicht retour, Mademoiselle, conçus avec Daniel Brière, et Aphrodite en 04, conçu avec le regretté Jean-Pierre Ronfard. Cette dernière pièce est reprise sous le titre Désordre public à l’Espace Go en avril 2006.
Bashir Lazhar, présentée au Théâtre d'aujourd'hui, fait aussi l'objet de traductions anglaise et allemande, puis d'une adaptation cinématographique par Philippe Falardeau sous le titre Monsieur Lazhar, film qui est nommé à la cérémonie des Oscars 2012. 
La pièce Chinoiseries, montée en juillet 2005 à Carleton, dans une mise en scène de la chorégraphe Catherine Tardif, fait l'objet d'une tournée au printemps 2007.  Ronfard nu devant son miroir, pièce-délire en hommage à Jean-Pierre Ronfard, est présentée en 2011 au Nouveau Théâtre Expérimental ; La Chair et autres fragments de l'amour, pièce inspirée du roman Une vie pour deux de Marie Cardinal, en 2012, à l'Espace Go.
Lumières, Lumières, Lumières, montée par Denis Marleau en 2014, à l'Espace Go, est une adaptation-hommage du roman Vers le phare (To the Lighthouse) de Virginia Woolf. La trame dramatique de la pièce reprend les seuls personnages de Mrs. Ramsey et Lily Briscoe, incarnées respectivement sur scène par les comédiennes Anne-Marie Cadieux et Évelyne Rompré.

## Théâtre
- 1997 : Personnages secondaires
- 1999 : Au bout du fil
- 1999 : Des fraises en janvier
- 2000 : Culpa
- 2000 : Toka
- 2000 : Élucubrations couturières
- 2001 : Les Journaux de ma grand-mère (dans Yanardagh)
- 2002 : Bashir Lazhar
- 2002 : Henri et Margaux
- 2004 : Aphrodite en 04
- 2004 : Nicht retour, mademoiselle
- 2004 : Désordre public
- 2005 : Chinoiseries
- 2005 : L'Héritage de Darwin
- 2009 : L'Imposture
- 2009 : Les Pieds des anges, ou de l'Inquiétude existentielle à travers la représentation des anges, et de l'Apparition de leurs pieds dans l'art de la Renaissance
- 2011 : Ronfard nu devant son miroir
- 2011 : Correspondances
- 2012 : La Chair et autres fragments de l'amour
- 2013 : La Fureur de ce que je pense
- 2014 : Lumières, Lumières, Lumières
- 2018 : La Vie utile

## Filmographie

### Adaptations
- 2011 : Monsieur Lazhar de Philippe Falardeau
- 2013 : Une vie pour deux de Luc Bourdon

### Cinéma
- 2004 : Le Terminal (The Terminal) de Steven Spielberg : une passagère
- 2007 : L'Âge des ténèbres de Denys Arcand : Guylaine
- 2011 : Café de Flore de  Jean-Marc Vallée : Amélie
- 2011 : Monsieur Lazhar de Philippe Falardeau : la mère d'Alice
- 2011 : Le Colis de Gaël d'Ynglemare : Lucie
- 2013 : L'Autre Maison de Mathieu Roy
- 2014 : Les Maîtres du suspense de Stéphane Lapointe : animatrice culturelle
- 2021 : Une révision de Catherine Therrien : Marie-Paule Viau

### Télévision
- 2006 : Marie-Antoinette (téléfilm) de Francis Leclerc et Yves Simoneau
- 2018 : Plan B (saison 2) : Lily
- 2020 : Cerebrum (saison 1) : Anne Beaulieu

## Publications
- La Concordance des temps (roman), éditions Leméac, 2011  (ISBN 9782760933309)
- La Vie utile (essai), précédé de Errance et Tremblements, Les Herbes rouges, 2019  (ISBN 9782894196847)

## Honneurs
- 2006 : prix du Gouverneur général pour l'écriture de la pièce de théâtre Désordre public[4],[5]
- 2010 : prix de la dramaturgie de langue française 2010 de la SACD pour sa pièce de théâtre Les Pieds des anges